# Birger Dulz
Birger Dulz (* 1952 in Hamburg) ist ein deutscher Psychiater und Psychotherapeut.

## Werdegang
Dulz studierte nach dem Besuch des Hamburger Gymnasiums Bondenwald von 1972 bis 1977 Chemie an der Universität Hamburg. 1976 begann Dulz an der Universität Hamburg ein Medizinstudium, das er 1982 mit der ärztlichen Prüfung und der Approbation beendete. Von 1983 bis 1987 arbeitete Dulz als Assistenzarzt im Allgemeinen Krankenhaus Ochsenzoll. Von 1987 bis 1989 war er Assistenzarzt in der Neurologischen Abteilung des Allgemeinen Krankenhaus Barmbek, der heutigen Asklepios Klinik Barmbek. Danach kehrte Dulz 1989 als Assistenzarzt zum Allgemeinen Krankenhaus Ochsenzoll zurück, wurde 1990 Facharzt für Psychiatrie und ab 1991 Oberarzt. Als solcher baute Dulz eine Station für Patienten mit einer Borderline-Persönlichkeitsstörung auf. Das psychotherapeutische Konzept orientierte sich an Otto Kernbergs übertragungsfokussierter Psychotherapie (Transference-Focused-Psychotherapy, TFP).
Seit 2006 war Dulz Chefarzt der Klinik für Persönlichkeits- und Traumafolgestörungen innerhalb der Asklepios Klinik Nord, der auch eine Station für Krisenintervention, für junge Erwachsene sowie eine Tagesklinik angehören. Nach seinem Ausscheiden Ende September 2021 aus der Asklepios Klinik Nord ist er in eigener Praxis tätig.

## Wissenschaftliche Positionen
Dulz wurde 1994 an der Universität Hamburg zum Doktor der Medizin promoviert. Die Dissertation trägt den Titel: Persönlichkeitsstruktur und Drogenabusus bei Krankenpflegepersonal. In seinen Forschungsarbeiten zu Persönlichkeitsstörungen vertritt Dulz unter anderem die Thesen, dass Angst und nicht etwa Wut der zentrale Affekt der Borderline-Erkrankung sei, sowie, dass die gängigen klinischen Diagnosesysteme den Komorbiditätsraten bei Persönlichkeitsstörungen nur schwerlich gerecht würden. Bezüglich der Ziele einer Psychotherapie geht Dulz davon aus, dass das Beseitigen der Symptome wie Suizidalität und selbstverletzendes Verhalten zumeist kein großes Problem darstellt; schwierig sei hingegen das Erreichen einer Zufriedenheit in (Liebes-)Beziehungen: wenn das nicht gelänge, seien viele Patienten nach ihrer Therapie zwar weitgehend symptomfrei, hätten aber dennoch keine ausreichende Lebenszufriedenheit.

## Weiteres Engagement
Birger Dulz ist Gründer des Hamburger Netzwerkes Borderline. Das Netzwerk hat die Aufgabe übernommen, die Versorgung und Behandlung an Borderline-Störungen erkrankter Patienten in Hamburg zu verbessern. Ferner war er bis 2021 Sprecher der Planungsgruppe vom jährlich veranstalteten Hamburger Symposium Persönlichkeitsstörungen. Zudem ist Dulz federführender Herausgeber der Fachzeitschrift Persönlichkeitsstörungen – Theorie und Therapie. Bis 2023 war er Präsident der Gesellschaft zur Erforschung und Therapie von Persönlichkeitsstörungen (GePs) e.V., deren Mitbegründer er ist. Weiterhin ist Dulz Mitbegründer der Norddeutschen Arbeitsgemeinschaft Psychodynamische Psychiatrie e.V. (NAPP) sowie als Supervisor und Selbsterfahrungsleiter am Institut für Psychotherapie der Universität Hamburg tätig. 2013 wurde das TFP-Institut Nord e.V. gegründet, dessen Vorsitzender Dulz bis 2023 war; zudem ist er zertifizierter TFP-Supervisor und -Dozent.
2018 wurde unter anderem von Birger Dulz der deutsche Dachverband für Übertragungsfokussierte Psychotherapie – die „Deutsche Gesellschaft TFP (DGTFP) e.V.“ –  gegründet, deren Vorsitzender er bis 2023 war.

## Mitgliedschaften
- Von 1985 bis 1988: Sprecher der Arbeitsgruppe Wissenschaft im Hamburger Arbeitskreis AIDS
- Seit 1987: Deutsche Gesellschaft für Psychiatrie, Psychotherapie und Nervenheilkunde
- Seit 1995: Deutsche Gesellschaft für Psychosomatische Medizin und Ärztliche Psychotherapie (DGPM)

## Auszeichnung
- 2009: Wissenschaftspreis der Dr. Margrit Egnér-Stiftung

## Veröffentlichungen (Auswahl)
- Otto F. Kernberg, Birger Dulz, Jochen Eckert (Hrsg.): Wir: Psychotherapeuten über sich und ihren „unmöglichen“ Beruf. Schattauer, Stuttgart 2005, ISBN 3-7945-2293-1.
- Birger Dulz, Cord Benecke, Hertha Richter-Appelt (Hrsg.): Borderline-Störungen und Sexualität. Schattauer, Stuttgart 2009, ISBN 978-3-7945-2453-2.
- Otto F. Kernberg (Hrsg.): ADHS – Aufmerksamkeitsdefizit-, Hyperaktivitätsstörung. Schattauer, Stuttgart 2010, ISBN 978-3-7945-2718-2.
- Birger Dulz, Sabine Herpertz, Otto F. Kernberg, Ulrich Sachsse (Hrsg.): Handbuch der Borderline-Störungen. Schattauer, Stuttgart 2011, ISBN 978-3-7945-2472-3.
- Birger Dulz, Peer Briken, Otto F. Kernberg, Udo Rauchfleisch (Hrsg.): Handbuch der Antisozialen Persönlichkeitsstörung. Schattauer, Stuttgart 2017, ISBN 978-3-7945-6867-3.
- Birger Dulz, Mathias Lohmer, Otto F. Kernberg, Olga Wlodarczyk, Gerhard Dammann: Borderline-Persönlichkeitsstörung – Stationäre Übertragungsfokussierte Psychotherapie. Hogrefe, Göttingen 2022, ISBN 978-3-8017-2588-4.